# Eulima crossei
Eulima crossei is een slakkensoort uit de familie van de Eulimidae. De wetenschappelijke naam van de soort is voor het eerst geldig gepubliceerd in 1886 door Brusina.